# 4 way street
4 way street, ook bekend als Four way street, is een livealbum van Crosby, Stills, Nash & Young. Deze dubbelelpee is in 1971 uitgebracht en bevat behalve CSNY-nummers ook Neil Young solo-nummers en nummers van Graham Nash uit de tijd dat hij bij The Hollies zat. Er staan enkele unieke opnames op, zoals de akoestische versie van Love the one you're with en een lange versie van Southern man. De uitgebreide gitaarjams tussen Neil Young en Stephen Stills duren ruim tien minuten en zijn karakteristiek voor het tijdsbeeld, dat gekenmerkt wordt door het opzoeken en doorbreken van grenzen.

## Geschiedenis
Ten tijde van de opnames waren er spanningen binnen de band. De gevechten achter de schermen werden onderdeel van hun rock uitstraling. Hieraan wordt dan ook gerefereerd door Frank Zappa and The Mothers of Invention op hun elpee uit 1971 Fillmore East - June 1971. De spanningen zorgden er ook voor dat niet lang na de opnames van dit album, CSNY uit elkaar gingen. Het volgende degelijke album werd pas in 1977 uitgebracht, namelijk CSN.
De originele dubbelelpee werd in de typische CSNY stijl uitgebracht: een gatefold hoes zonder track listing. Op de gatefold zelf stond een zwart-witfoto waarop de band afgebeeld stond. Verder stonden de productiecredits in de rechter onderhoek.

## Heruitgave
In 1992 is het album opnieuw uitgegeven op cd en uitgebreid met vier extra nummers. Dit zijn "King Midas in reverse", "Laughing", "Black queen" en een medley van Neil Youngs "Cinnamon girl", "The loner" en "Down by the river".

## Tracks
| 1.                 | Suite: Judy blue eyes (Stills)          | 0:33  |
| 2.                 | On the way home (Young)                 | 3:19  |
| 3.                 | Teach your children (Nash)              | 2:46  |
| 4.                 | Triad (Crosby)                          | 5:07  |
| 5.                 | The Lee Shore (Crosby)                  | 4:14  |
| 6.                 | Chicago (Nash)                          | 3:03  |
| 7.                 | Right between the eyes (Nash)           | 2:19  |
| 8.                 | Cowgirl in the sand (Young)             | 3:50  |
| 9.                 | Don't let it bring you down (Young)     | 2:35  |
| 10.                | 49 Bye-byes/America's children (Stills) | 5:30  |
| 11.                | Love the one you're with (Stills)       | 2:57  |
| 12.                | Pre-road downs (Nash)                   | 2:48  |
| 13.                | Long time gone (Crosby)                 | 5:33  |
| 14.                | Southern man (Young)                    | 13:15 |
| 15.                | Ohio (Young)                            | 3:24  |
| 16.                | Carry on (Stills)                       | 13:06 |
| 17.                | Find the cost of freedom (Stills)       | 2:16  |
| Totale duur: 76:35 |                                         |       |

David Crosby · Stephen Stills · Graham Nash · Neil Young